# Los vampiros los prefieren gorditos
Los vampiros los prefieren gorditos es una película cómica argentina, protagonizada por Jorge Porcel y dirigida por Gerardo Sofovich, sobre libro de este y su hermano Hugo Sofovich, estrenada el 7 de marzo de 1974.

## Argumento
El Conde Drácula viaja a Buenos Aires con su secretaria y se hospeda en un hotel muy especial, donde también están alojados varios mafiosos.y una esposa infiel con su amante.

## Reparto
- Jorge Porcel ... Gilberto Espichicuchi / Don Gordone
- Alberto Irízar ... Gallego, portero del hotel.
- Elizabeth Killian ... Carla
- Adolfo García Grau ... Vladimir Bram Stoker, Conde de Drácula
- Mariquita Gallegos ... Matilde
- Nelly Láinez ... Condesa de Lapislázuli
- Chico Novarro ... Fernando
- Dorys del Valle ... Maggie Hawkins
- Javier Portales ... Don Ismael Garmendia
- Fidel Pintos ...Zenobio
- Juan Díaz
- Alfonso Pícaro
- Alberto Olmedo (Cameo) ... Alberto
- Tristán ... Tristán
- Julio López ... Detective Saráchaga